# 周楫
周楫（1446年—1505年），字濟之，四川成都府內江縣人，民籍，治《禮記》，明朝政治人物。

## 生平
四川鄉試第二十九名舉人。成化二十三年（1487年）中式丁未科三甲第一百四十五名進士。

## 家族
曾祖周必諒；祖父周彥聦；父周南，照磨。母謝氏；繼母余氏。